# 54e Legerkorps (Wehrmacht)
Het Duitse 54e Legerkorps (Duits: Generalkommando LIV. Armeekorps) was een Duits legerkorps van de Wehrmacht tijdens de Tweede Wereldoorlog. Het korps vocht alleen aan het oostfront, eerst in het zuiden en later in het noorden. 

## Krijgsgeschiedenis

### Oprichting
Het 54e Legerkorps werd opgericht op 1 juni 1941 bij de Deutschen Militärmission in Rumänien.

### 1941
Als deel van het 11e Leger kwam het korps niet meteen bij het begin van Operatie Barbarossa in actie, maar moest wachten tot de meer noordelijk opererende legers dichterbij gekomen waren. Pas op 1 juli overschreed het korps de Proet en rukte via Chisinau op richting het oosten. Door de zuidelijke Oekraïne rukte het korps op richting de Dnjepr, die ten noorden van Cherson bereikt werd. Vervolgens werd tijdens de opmars van het 11e Leger in de zuid-Oekraïne het korps richting de Krim gedraaid. De bedoeling was om de smalle toegang tot de Krim, de Landengte van Perekop, in lopende aanval te nemen. Een snelle aanval op 12 september mislukte. Daarom werden meer krachten gereed gemaakt. Op 24 september viel het korps aan, met de 46e en 73e Infanteriedivisies. De Sovjet verdediging achter de Tartarenwal was echter te sterk en na 3 dagen moest het korps opgeven. Een beter voorbereidde aanval, nu met het gehele 11e Leger met het 54e Legerkorps voorop, startte op 18 oktober. Maar pas op 28 oktober kon de doorbraak plaatsvinden. De rest van de Krim werd nu snel veroverd. Tussen 11 en 21 november vond de eerste serieuze aanval plaats op de vesting Sebastopol, met als eerste doel Balaklawa. Het korps voerde de hoofdaanval uit. Na een opmars van 1 tot 4 kilometer werd deze tot staan gebracht. Een beter voorbereidde aanval vond plaats op 17 december. Dit keer met 7 Duitse Infanteriedivisies en 2 Roemeense brigades. Het doel was nu de noord-baai. Ook nu was de voorgang niet geweldig, ondanks zware verliezen. Maar de aanval eindigde definitief toen de Sovjets op 26 december een sterke amfibische aanval uitvoerden op het schiereiland Kertsj en de Duitsers ter versterking troepen daarheen verplaatsen moesten.

### 1942/43

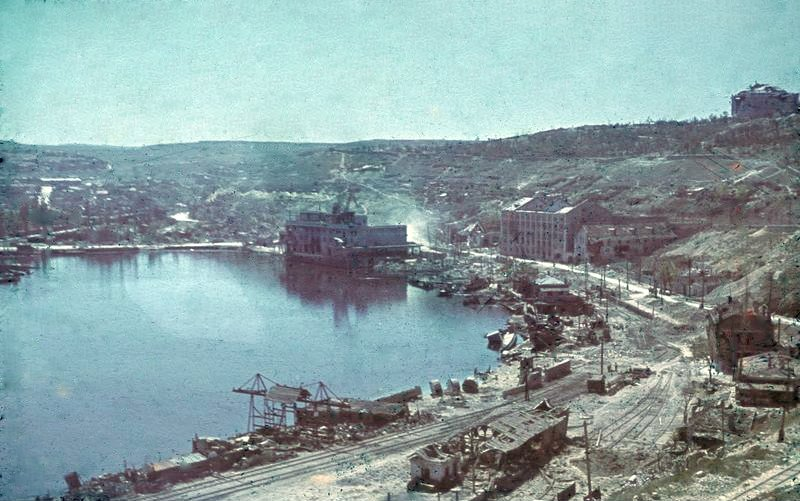
De haven van Sebastopol na het beleg

Uiteindelijk begon de laatste grote aanval op de vesting Sebastopol, Operatie Störfang, op 7 juni. Opnieuw had het korps de hoofdlast te dragen. Het korps viel aan met de 22e, 24e, 50e en 132e Infanteriedivisies. Onder andere dankzij enorme inzet van de Luftwaffe en een grote hoeveelheid artillerie (inclusief 600 mm mortieren en een 80 cm spoorwegkanon) lukte het de Duitsers langzaam vooruit te komen. Met een geweldige krachtsinspanning lukte het de Duitsers om steeds verder de vesting binnen te dringen en op 4 juli kon eindelijk het sein gegeven worden dat de vesting Sebastopol gevallen was. De verliezen waren echter enorm. Tussen 1 juni en 1 juli verloren de vier divisies van het korps ongeveer 15.000 man, ofwel 30% van hun sterkte! 

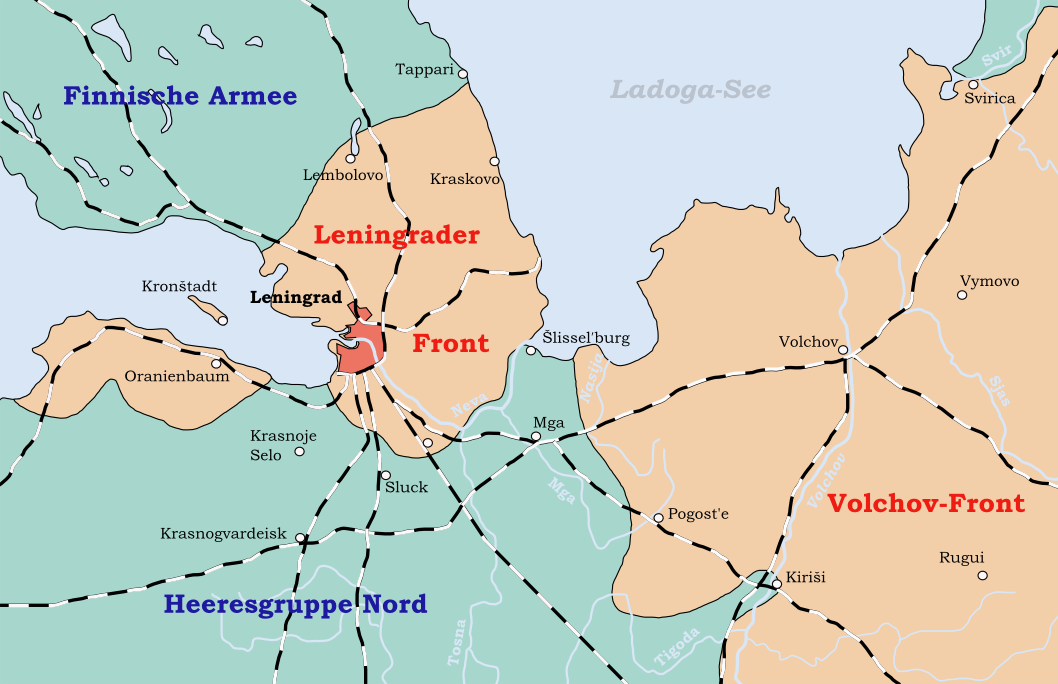
Kaart van Leningrad tijdens het beleg (mei 1942 – januari 1943)

Na de val van Sebastopol op 4 juli, brak voor het korps een korte rustpauze aan en verliezen werden aangevuld. Maar de volgende opdracht kwam eraan: Leningrad veroveren. Als deel van het 11e Leger werd het korps naar het noorden van het Oostfront gebracht. Het korps nam een frontstuk over ten zuidoosten van Leningrad. Maar in plaats van het offensief tegen Leningrad in te kunnen zetten, waren de Sovjets de Duitsers voor en lanceerden hun eigen offensief (het Sinyavino Offensief). Alle extra krachten die de Duitsers voor hun eigen aanval hadden aangevoerd werden langzaam verbruikt in het stoppen en terugslaan van het Sovjet-offensief. Daarmee was de kans om Leningrad in te nemen voorbij. Het korps bleef gedurende de volgende 15 maanden min of meer in dezelfde posities en bleef de zuidelijke/zuidoostelijke ring om Leningrad bezet houden. Om een datum te noemen, op 1 januari 1943 beschikte het korps over de 250e Infanteriedivisie, de SS-Polizei-Divisie en de 5e Bergdivisie. Ook bleef het korps eigenlijk steeds buiten de directe slagen rond het Ladogameer. Dit veranderde pas in januari 1944.
Het gehele jaar 1943 werd het korps ook Gruppe General Hilpert of Gruppe Hilpert genoemd.

### 1944
Bij het begin van het strategisch offensief van het Leningrad-front in januari 1944 (de Leningrad-Nowgorod Operatie) bestond beschikte het korps over de 11e, 24e en 225e Infanteriedivisies. De slag begon op 15 januari en vanaf 19 januari trokken de Duitse troepen zich al terug naar het zuidwesten onder zware druk. Het korps trok richting Narva. Het korps werd vanaf 27 januari 1944 de "Gruppe Sponheimer" genoemd. Eind januari 1944 vestigde de Gruppe zich langs de rivier de Narva. Op 13 februari 1944 nam Generalleutnant Wilhelm Berlin het bevel over de "Gruppe Sponheimer" op zich, die vervolgens op 23 februari in de Armee-Abteilung Narwa werd hernoemd.

## Bovenliggende bevelslagen

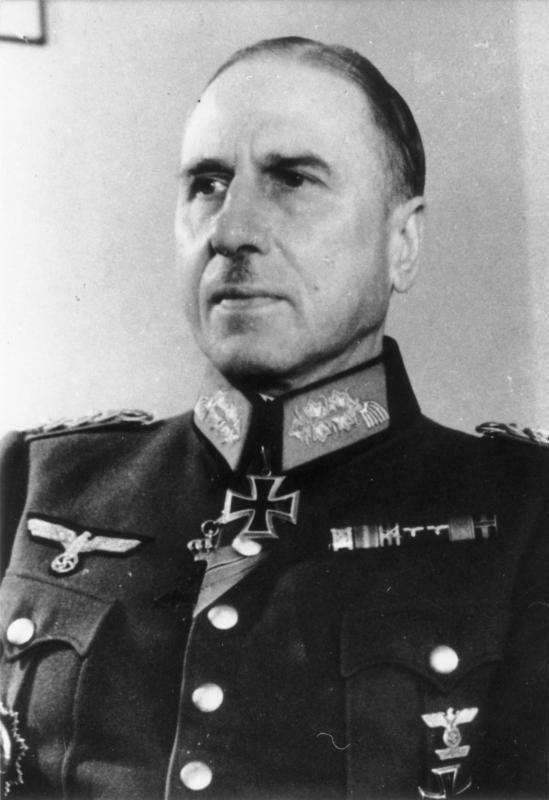
General Erik Hansen

| Leger              | Legergroep        | Plaats/regio                               | Begin           | Eind             |
| ------------------ | ----------------- | ------------------------------------------ | --------------- | ---------------- |
| 11. Armee          | Heeresgruppe Süd  | Roemenië, Odessa, Antonovka, Perekov, Krim | 1 juni 1941     | september 1942   |
| 18. Armee          | Heeresgruppe Nord | Leningrad                                  | september 1942  |                  |
| 11. Armee          | OKH               | Leningrad                                  | oktober 1942    |                  |
| 18. Armee          | Heeresgruppe Nord | Leningrad                                  | november 1942   | 4 februari 1944  |
| Direct onder bevel | Heeresgruppe Nord | Narva                                      | 4 februari 1944 | 23 februari 1944 |

## Commandanten[1]
| Rang                   | Naam            | Begin            | Eind             | Opmerking                          |
| ---------------------- | --------------- | ---------------- | ---------------- | ---------------------------------- |
| General der Kavallerie | Erik Hansen     | 1 juni 1941      | 20 januari 1943  |                                    |
| Generaloberst          | Carl Hilpert    | 20 januari 1943  | 1 augustus 1943  |                                    |
| General der Infanterie | Otto Sponheimer | 1 augustus 1943  | 23 februari 1944 |                                    |
|                        |                 | 23 februari 1944 | 8 mei 1945       | Hernoemd in Armee-Abteilung Narwa. |

## Stafchefs van het 54e Legerkorps
| Rang           | Naam         | Begin          | Eind            | Opmerking                                                |
| -------------- | ------------ | -------------- | --------------- | -------------------------------------------------------- |
| Oberst         | Hans Speth   |                |                 | Vanwege ziekte vervangen door de Oberstleutnant Lottner. |
| Oberstleutnant | Kurt Lottner | 4 oktober 1941 | 1 november 1941 | Verving de zieke Oberst Speth.                           |

1. ↑  Kursietis 1999, p.54.